# Tournoi des Cinq Nations 1995
Navigation
Tournoi 1994 Tournoi 1996
Le Tournoi des Cinq Nations 1995 a été remporté par l'Angleterre qui remporte également son onzième Grand chelem. Le pays de Galles, tenant du titre 1994, termine dernier de manière surprenante avec, de surcroît, la Cuillère de bois.

## Classement
Légende de la table
J matches joués, V victoires, N matches nuls, D défaites
PP points marqués, PC points encaissés, Δ différence de points PP-PC
Pts points de classement (2 points pour une victoire, 1 point en cas de match nul, rien pour une défaite)
T Tenant du titre 1994.
| Rang | Nation             | J | V | N | D | PP | PC | Δ   | Pts |
| ---- | ------------------ | - | - | - | - | -- | -- | --- | --- |
| 1    | Angleterre         | 4 | 4 | 0 | 0 | 98 | 39 | +59 | 8   |
| 2    | Écosse             | 4 | 3 | 0 | 1 | 87 | 71 | +16 | 6   |
| 3    | France             | 4 | 2 | 0 | 2 | 77 | 70 | +7  | 4   |
| 4    | Irlande            | 4 | 1 | 0 | 3 | 44 | 83 | -39 | 2   |
| 5    | Pays de Galles (T) | 4 | 0 | 0 | 4 | 43 | 86 | -43 | 0   |

## Résultats
| 21 janvier 1995, Paris    | France         | 21 - 90 | Pays de Galles |
| 21 janvier 1995, Dublin   | Irlande        | 08 - 20 | Angleterre     |
| 4 février 1995, Édimbourg | Écosse         | 26 - 13 | Irlande        |
| 4 février 1995, Londres   | Angleterre     | 31 - 10 | France         |
| 18 février 1995, Paris    | France         | 21 - 23 | Écosse         |
| 18 février 1995, Cardiff  | Pays de Galles | 09 - 23 | Angleterre     |
| 4 mars 1995, Dublin       | Irlande        | 07 - 25 | France         |
| 4 mars 1995, Édimbourg    | Écosse         | 26 - 13 | Pays de Galles |
| 18 mars 1995, Cardiff     | Pays de Galles | 12 - 16 | Irlande        |
| 18 mars 1995, Londres     | Angleterre     | 24 - 12 | Écosse         |

## Première journée

### France - pays de Galles
| 21 janvier 1995 | France | 21 - 9 (15-6) | Pays de Galles                       | Parc des Princes, Paris 45 400 spectateurs Arbitre : J Pearson |
| 21 janvier 1995 | Essai(s) : 2 Ntamack 21e P St-André 30e Transformation(s) : 1/2 Lacroix 30e Pénalité(s) : 3 Lacroix 40e, 54e, 63e |               | Pénalité(s) : 3 Jenkins 3e, 25e, 56e | Parc des Princes, Paris 45 400 spectateurs Arbitre : J Pearson |
| 21 janvier 1995 | |               |                                      | Parc des Princes, Paris 45 400 spectateurs Arbitre : J Pearson |

Composition des équipes

 France (entraînée par Pierre Berbizier) :
- Titulaires 15. Jean-Luc Sadourny (Colomiers) 14. Émile Ntamack (Toulouse) 13. Philippe Sella (Agen) 12. Thierry Lacroix (Dax) 11. Philippe Saint-André (Montferrand)  10. Christophe Deylaud (Toulouse) 9. Guy Accoceberry (Bègles) 7. Laurent Cabannes (Racing Club de France) 8. Philippe Benetton (Agen) 6. Abdelatif Benazzi (Agen) 5. Olivier Roumat (Dax) 4. Olivier Merle (Montferrand) 3. Christian Califano (Toulouse) 2. Jean-Michel Gonzales (Bayonne) 1. Laurent Benezech (Racing Club de France)
- Remplaçants 16. Sébastien Viars (Brive) 17. Yann Delaigue (Toulon) 18. Alain Macabiau (Perpignan) 19. Marc Cécillon (Bourgoin) 20. Laurent Seigne (Brive) 21. Marc de Rougemont (Toulon)

 Pays de Galles (entraîné par Alan Davies) :
- Titulaires 15. Tony Clement 14. Simon Hill 13. Mike Hall 12. Mark Taylor 11. Nigel Walker 10. Neil Jenkins 9. Robert Jones 7. Richie Collins 8. Phil Davies 6. Stuart Davies 5. Gareth Llewellyn  4. Derwyn Jones 3. Garin Jenkins 1. Ricky Evans
- Remplaçants 16. Matthew Back 17. Rupert Moon 18. Robert Jones 19. Copsey 20. Mike Griffiths 21. McBryde

### Irlande - Angleterre
| 21 janvier 1995 | Irlande                                  | 8 - 20 (3-5) | Angleterre                                                                                      | Lansdowne Road, Dublin Arbitre : D Bevan |
| 21 janvier 1995 | Essai(s) : Foley Pénalité(s) : Burke 17e |              | Essai(s) : 3 B Clarke, T Underwood, Carling Transformation(s) : 1/3 Andrew Pénalité(s) : Andrew | Lansdowne Road, Dublin Arbitre : D Bevan |
| 21 janvier 1995 |                                          |              |                                                                                                 | Lansdowne Road, Dublin Arbitre : D Bevan |

Composition des équipes

 Irlande (entraînée par Gerry Murphy) :
- Titulaires 15. Conor O'Shea 14. Simon Geoghegan 13. Brendan Mullin  12. Phil Danaher 11. Niall Woods 10. Paul Burke 9. Niall Hogan 7. David Corkery 8. Paddy Johns 6. Anthony Foley 5. Neil Francis 4. Mick Galwey 3. Peter Clohessy 2. Keith Wood 1. Nick Popplewell
- Remplaçants 16. Terry Kingston 17. Eric Elwood 18. Alain Rolland 19. Gabriel Fulcher 20. Gary Halpin 21. -

 Angleterre (entraînée par Jack Rowell) :
- Titulaires 15. Mike Catt 14. Rory Underwood 13. Will Carling  12. Jeremy Guscott 11. Tony Underwood 10. Rob Andrew 9. Kyran Bracken 7. Ben Clarke 8. Dean Richards 6. Tim Rodber 5. Martin Bayfield 4. Martin Johnson 3. Victor Ubogu 2. Brian Moore 1. Jason Leonard
- Remplaçants 16. Jon Callard 17. Phil de Glanville 18. Dewi Morris 19. Steve Ojomoh 20. Graham Dawe 21. Graham Rowntree

## Deuxième journée

### Angleterre - France
| 4 février 1995 | Angleterre | 31 - 10 (13-3) | France                                                                     | Twickenham Stadium, Londres 59 450 spectateurs Arbitre : K McCartney |
| 4 février 1995 | Essai(s) : 3 Guscott 33e ; T Underwood 74e, 80e Transformation(s) : 2/3 Andrew 33e, 80e Pénalité(s) : 4 Andrew 20e, 26e, 53e, 58e |                | Essai(s) : Viars 50e Transformation(s) : Lacroix Pénalité(s) : Lacroix 18e | Twickenham Stadium, Londres 59 450 spectateurs Arbitre : K McCartney |
| 4 février 1995 | |                |                                                                            | Twickenham Stadium, Londres 59 450 spectateurs Arbitre : K McCartney |

Composition des équipes

 Angleterre (entraînée par Jack Rowell) :
- Titulaires 15. Mike Catt 14. Tony Underwood 13. Will Carling  12. Jeremy Guscott 11. Rory Underwood 10. Rob Andrew 9. Kyran Bracken 7. Ben Clarke 8. Dean Richards 6. Tim Rodber 5. Martin Bayfield 4. Martin Johnson 3. Victor Ubogu 2. Brian Moore 1. Jason Leonard
- Remplaçants 16. Jon Callard 17. Phil de Glanville 18. Dewi Morris 19. Steve Ojomoh 20. Graham Dawe 21. Graham Rowntree

 France (entraînée par Philippe Berbizier) :
- Titulaires 15. Jean-Luc Sadourny (Colomiers) (Sébastien Viars 38e) 14. Philippe Bernat-Salles (Pau) 13. Philippe Sella (Agen) 12. Thierry Lacroix (Dax) 11. Philippe Saint-André (Montferrand)  10. Christophe Deylaud (Toulouse) 9. Guy Accoceberry (Bègles) 7. Laurent Cabannes (Racing Club de France) 8. Philippe Benetton (Agen) 6. Abdelatif Benazzi (Agen) 5. Olivier Roumat (Dax) 4. Olivier Brouzet (Grenoble) 3. Christian Califano (Toulouse) 2. Jean-Michel Gonzales (Bayonne) 1. Laurent Benezech (Toulouse) (Laurent Seigne 23e)
- Remplaçants 16. Sébastien Viars (Brive) 17. Yann Delaigue (Toulon) 18. Alain Macabiau (Perpignan) 19. Marc Cécillon (Bourgoin) 20. Laurent Seigne (Brive) 21. Marc de Rougemont (Toulon)

### Écosse - Irlande
| 4 février 1995 | Écosse                                                                                | 26 - 13 | Irlande                                           | Murrayfield Stadium, Édimbourg Arbitre : D Bevan |
| 4 février 1995 | Essai(s) : 2 Cronin, Joiner Transformation(s) : 2/2 Hastings Pénalité(s) : 4 Hastings |         | Essai(s) : 2 J Bell, Mullin Pénalité(s) : 2 Burke | Murrayfield Stadium, Édimbourg Arbitre : D Bevan |
| 4 février 1995 |                                                                                       |         |                                                   | Murrayfield Stadium, Édimbourg Arbitre : D Bevan |

Composition des équipes

 Écosse (entraînée par Jim Telfer)
- Titulaires 15. Gavin Hastings  14. Craig Joiner 13. Gregor Townsend 12. Ian Jardine 11. Kenny Logan 10. Craig Chalmers 9. Bryan Redpath 7. Iain Morrison 8. Eric Peters 6. Rob Wainwright 5. Stewart Campbell 4. Damian Cronin 3. Peter Wright 2. Kenny Milne 1. David Hilton
- Remplaçants 16. Glasgow 17. Graham Shiel 18. Chris Paterson 19. Munro 20. Burnell 21. McKenzie

 Irlande (entraînée par Gerry Murphy) :
- Titulaires 15. Conor O'Shea 14. Simon Geoghegan 13. Brendan Mullin 12. Phil Danaher 11. Jonathan Bell 10. Paul Burke 9. Michael Bradley  7. Denis McBride 8. Ben Cronin 6. Anthony Foley 5. Gabriel Fulcher 4. Paddy Johns 3. Peter Clohessy 2. Keith Wood 1. Nick Popplewell
- Remplaçants

## Troisième journée

### France - Écosse
| 18 février 1995 | France                                                                                         | 21 - 23 (5-13) | Écosse | Parc des Princes, Paris 45 333 spectateurs Arbitre : D McHugh |
| 18 février 1995 | Essai(s) : 3 Sadourny 65e ; P St-André 3e, 72e Pénalité(s) : Lacroix 46e Drop(s) : Deylaud 56e |                | Essai(s) : 2 Townsend 24e ; Hastings 78e Transformation(s) : 2/2 Hastings Pénalité(s) : 3 Hastings 22e, 35e, 62e | Parc des Princes, Paris 45 333 spectateurs Arbitre : D McHugh |
| 18 février 1995 |                                                                                                |                | | Parc des Princes, Paris 45 333 spectateurs Arbitre : D McHugh |

Composition des équipes
 France (entraînée par Philippe Berbizier) :
- Titulaires 15. Sadourny (Colomiers) 14. Bernat-Salles (Pau) 13. Sella (Agen) 12. Lacroix (Dax) 11. St-André (Montferrand) 10. Deylaud (Toulouse) 9. Accoceberry (Bègles) 7. Cabannes (Racing Club de France) 8. Benetton (Agen) 6. Benazzi (Agen) 5. Roumat (Dax) 4. Brouzet (Grenoble) 3. Laurent Seigne (Brive) 2. Gonzales (Bayonne) 1. Califano (Toulouse)
- Remplaçants 16.Sébastien Viars (Brive) 17. Yann Delaigue (Toulon) 18. Alain Macabiau (Perpignan) 19. Marc Cécillon (Bourgoin) 20. Olivier Merle (Montferrand) 21. Marc de Rougemont (Toulon)

 Écosse (entraînée par Jim Telfer) :
- Titulaires 15. Gavin Hastings 14. Craig Joiner 13. Gregor Townsend 12. Ian Jardine 11. Kenny Logan 10. Craig Chalmers 9. Bryan Redpath 7. Eric Peters 8. Rob Wainwright 6. Morrison 5. Damian Cronin 4. Stewart Campbell 3. Peter Wright 2. Kenny Milne 1. David Hilton
- Remplaçants 16. Glasgow 17. Graham Shiel 18. Chris Paterson 19. Munro 20. Halpin 21. Kingston

### Pays de Galles - Angleterre
| 18 février 1995 | Pays de Galles                                            | 9 - 23 | Angleterre                                                                                | Arms Park Stadium, Cardiff Arbitre : D Mené |
| 18 février 1995 | Pénalité(s) : 3 Jenkins Carton(s) rouge(s) : P Davies 63e |        | Essai(s) : 3 Ubogu, R Underwood (2) Transformation(s) : 1/3 Andrew Pénalité(s) : 2 Andrew | Arms Park Stadium, Cardiff Arbitre : D Mené |
| 18 février 1995 |                                                           |        |                                                                                           | Arms Park Stadium, Cardiff Arbitre : D Mené |

Composition des équipes

 Pays de Galles (entraîné par Alan Davies) :
- Titulaires 15. Tony Clement 14. Ieuan Evans  13. Mark Taylor 12. Nigel Davies 11. Nigel Walker 10. Neil Jenkins 9. Robert Jones 7. Richie Collins 8. Emyr Lewis 6. Hemi Taylor 5. Derwyn Jones 4. Gareth Llewellyn 3. Phil Davies 2. Garin Jenkins 1. Mike Griffiths
- Remplaçants 16. Matthew Back 17. Rupert Moon 18. Phil Davies 19. Stuart Davies 20. Huw Williams-Jones 21. McBryde

 Angleterre (entraînée par Jack Rowell) :
- Titulaires 15. Mike Catt 14. Tony Underwood 13. Will Carling  12. Jeremy Guscott 11. Rory Underwood 10. Rob Andrew 9. Kyran Bracken 7. Ben Clarke 8. Dean Richards 6. Tim Rodber 5. Martin Bayfield 4. Martin Johnson 3. Victor Ubogu 2. Brian Moore 1. Jason Leonard
- Remplaçants 16. Jon Callard 17. Phil de Glanville 18. Dewi Morris 19. Steve Ojomoh 20. Dawe 21. Graham Rowntree

## Quatrième journée

### Irlande - France
| 4 mars 1995 | Irlande                                             | 7 - 25 (0-3) | France | Lansdowne Road, Dublin 62 800 spectateurs Arbitre : C Thomas |
| 4 mars 1995 | Essai(s) : Geoghegan 64e Transformation(s) : Elwood |              | Essai(s) : 4 Delaigue 41e, Cécillon 58e, É Ntamack 80e, P Saint-André 80e+2 Transformation(s) : 1/4 É Ntamack 58e Pénalité(s) : É Ntamack 26e | Lansdowne Road, Dublin 62 800 spectateurs Arbitre : C Thomas |
| 4 mars 1995 |                                                     |              | | Lansdowne Road, Dublin 62 800 spectateurs Arbitre : C Thomas |

Composition des équipes

 Irlande (entraînée par Gerry Murphy)
- Titulaires 15. Jim Staples 14. Simon Geoghegan 13. Brendan Mullin 12. Phil Danaher 11. Niall Woods 10. Eric Elwood 9. Michael Bradley 7. Anthony Foley 8. Ben Cronin 6. Denis McBride 5. Gabriel Fulcher 4. David Tweed 3. Peter Clohessy 2. Terry Kingston  1. Nick Popplewell
- Remplaçants 16. Maurice Field 17. Paul Burke 18. Niall Hogan 19. Mick Galwey 20. Gary Halpin 21. Keith Wood

 France (entraînée par Philippe Berbizier)
- Titulaires 15. Jean-Luc Sadourny (Colomiers) 14. Émile Ntamack (Toulouse) 13. Philippe Sella (Agen) 12. Franck Mesnel (Racing Club de France) 11. Philippe Saint-André (Montferrand) 10. Yann Delaigue (Toulon) 9. Guy Accoceberry (Bègles) 7. Abdelatif Benazzi (Agen) 8. Marc Cécillon (Bourgoin) 6. Philippe Benetton (Agen) 5. Olivier Merle (Montferrand) 4. Olivier Brouzet (Grenoble) 3. Christian Califano (Toulouse) 2. Jean-Michel Gonzales (Bayonne) 1. Louis Armary (Lourdes)
- Remplaçants 16. Sébastien Viars (Brive) 17. Philippe Carbonneau (Toulouse) 18. Alain Macabiau (Perpignan) 19. Arnaud Costes (Montferrand) 20. Marc de Rougemont (Toulon) 21. Philippe Gallart (Béziers)

### Écosse - pays de Galles
| 4 mars 1995 | Écosse                                                                                | 26 - 13 | Pays de Galles                                                             | Murrayfield Stadium, Édimbourg Arbitre : S Lander |
| 4 mars 1995 | Essai(s) : 2 Hilton, Peters Transformation(s) : 2/2 Hastings Pénalité(s) : 4 Hastings |         | Essai(s) : R Jones Transformation(s) : N Jenkins Pénalité(s) : 2 N Jenkins | Murrayfield Stadium, Édimbourg Arbitre : S Lander |
| 4 mars 1995 |                                                                                       |         |                                                                            | Murrayfield Stadium, Édimbourg Arbitre : S Lander |

Composition des équipes

 Écosse (entraînée par Jim Telfer) :
- Titulaires 15. Gavin Hastings  14. Craig Joiner 13. Gregor Townsend 12. Scott Hastings 11. Kenny Logan 10. Craig Chalmers 9. Bryan Redpath 7. Iain Morrison 8. Eric Peters 6. Rob Wainwright 5. Stewart Campbell 4. Doddie Weir 3. Peter Wright 2. Kenny Milne 1. David Hilton
- Remplaçants 16. Thomas 17. Evans 18. Chris Paterson 19. Richardson 20. John Manson 21. McKenzie

 Pays de Galles (entraîné par Alan Davies) :
- Titulaires 15. Matthew Back 14. Ieuan Evans  13. Mike Hall 12. Nigel Davies 11. Wayne Proctor 10. Neil Jenkins 9. Robert Jones 7. Richie Collins 8. Emyr Lewis 6. Mark Taylor 5. Gareth Llewellyn 4. Derwyn Jones 3. Spencer John 2. Garin Jenkins 1. Mike Griffiths
- Remplaçants 16. Thomas 17. Evans 18. Moon 19. Davies 20. Huw Williams-Jones 21. McBryde

## Cinquième journée
| 18 mars 1995 | Pays de Galles          | 12 - 16 | Irlande                                                                           | Arms Park Stadium, Cardiff Arbitre : R Megson |
| 18 mars 1995 | Pénalité(s) : 4 Jenkins |         | Essai(s) : Mullin Transformation(s) : Burke Pénalité(s) : 2 Burke Drop(s) : Burke | Arms Park Stadium, Cardiff Arbitre : R Megson |
| 18 mars 1995 |                         |         |                                                                                   | Arms Park Stadium, Cardiff Arbitre : R Megson |

Composition des équipes

 Pays de Galles entraîné par Alan Davies :
- Titulaires 15. Matthew Back 14. Ieuan Evans (cap.) 13. Mike Hall 12. Davies 11. Wayne Proctor 10. Neil Jenkins 9. Jones 7. Richie Collins 8. Emyr Lewis 6. Andrew Gibbs 5. Gareth Llewellyn 4. Davies 3. Spencer John 2. Garin Jenkins 1. Mike Griffiths
- Remplaçants 16. McBryde 17. Moon 18. Mark Taylor 19. Jones 20. Huw Williams-Jones 21. …

 Irlande entraînée par Gerry Murphy :
- Titulaires 15. Jim Staples 14. Richard Wallace 13. Brendan Mullin 12. Phil Danaher 11. Simon Geoghegan 10. Eric Elwood 9. Niall Hogan 7. Eddie Halvey 8. Paddy Johns 6. Anthony Foley 5. David Tweed 4. Gabriel Fulcher 3. Peter Clohessy 2. Terry Kingston (cap.) 1. Nick Popplewell
- Remplaçants 16. Maurice Field 17. Paul Burke 18. Michael Bradley 19. Gary Halpin 20. Byrne 21. David Corkery.

### Angleterre - Écosse
| 18 mars 1995 | Angleterre                              | 24 -12 | Écosse                                        | Twickenham, Londres Arbitre : B Stirling |
| 18 mars 1995 | Pénalité(s) : 7 Andrew Drop(s) : Andrew |        | Pénalité(s) : 2 Hastings Drop(s) : 2 Chalmers | Twickenham, Londres Arbitre : B Stirling |
| 18 mars 1995 |                                         |        |                                               | Twickenham, Londres Arbitre : B Stirling |

Composition des équipes
 Angleterre entraînée par Jack Rowell :
- Titulaires 15. Mike Catt 14. Tony Underwood 13. Will Carling (cap.) 12. Jeremy Guscott 11. Rory Underwood 10. Rob Andrew 9. Kyran Bracken 7. Ben Clarke 8. Dean Richards 6. Tim Rodber 5. Martin Bayfield 4. Martin Johnson 3. Victor Ubogu 2. Milne 1. Hilton
- Remplaçants 16. Jon Callard 17. Phil de Glanville 18. Morris 19. Steve Ojomoh 20. Dawe 21. Graham Rowntree

 Écosse entraînée par Jim Telfer :
- Tiyulaires 15. Gavin Hastings (cap.) 14. Joiner 13. Gregor Townsend 12. Scott Hastings 11. Kenny Logan 10. Craig Chalmers 9. Bryan Redpath 7. Iain Morrison 8. Peters 6. Rob Wainwright  5. Stewart Campbell 4. Doddie Weir 3. Peter Wright 2. Kenny Milne 1. David Hilton
- Remplaçants 16. Glasgow 17. Graham Shiel 18. Chris Paterson 19. Richardson 20. John Manson 21. McKenzie.